# Pachnobia liquidaria
Pachnobia liquidaria är en fjärilsart som beskrevs av Eduard Friedrich Eversmann 1848. Pachnobia liquidaria ingår i släktet Pachnobia och familjen nattflyn. Inga underarter finns listade i Catalogue of Life.